# Westmoreland CDP (Nueva York)
Westmoreland es un lugar designado por el censo ubicado en el condado de Oneida en el estado estadounidense de Nueva York. En el Censo de 2020 tenía una población de 390 habitantes y una densidad poblacional de 210,81 habitantes por km². Fue incluido como CDP en el censo de 2010.

## Geografía
Westmoreland se encuentra ubicado en las coordenadas 43°06′54″N 75°24′09″O / 43.11500, -75.40250. Según la Oficina del Censo de los Estados Unidos,  tiene una superficie total de 1,85 km², todos correspondientes a tierra firme.